# Paca Almenara
Francisca Almenara Rodríguez, conocida como Paca Almenara, es una maquilladora de cine española. Ganó el premio Goya al mejor maquillaje y peluquería en 1992 por su trabajo en la película Acción mutante de Álex de la Iglesia. 

## Trayectoria
Empezó a trabajar como maquilladora en el cine con Memorias del general Escobar de José Luis Madrid de 1984 y después trabajó en películas como El túnel de Antonio Drove (1988) o la serie de televisión Delirios de amor (1989). En 1992 destacó por su trabajo en Orquesta Club Virginia y ganó el Goya al mejor maquillaje y peluquería por Acción mutante. Aunque trabajó en otras series de televisión como La regenta (1995) y Colegio Mayor (1996), se ha dedicado principalmente al cine. 
Ha sido nominada al Goya al mejor maquillaje por La Celestina (1996), Abre los ojos (1998), You're the One (una historia de entonces) (2000), Historia de un beso (2002) y Tiovivo c. 1950 (2005). En 1998 ganó el Premio Teo Escamilla de la ASECAN por su trabajo en Abre los ojos.
En 2005 se casó con el actor Santiago Ramos, conocido por su papel en la serie Aquí no hay quien viva. Es madre de la actriz María Adánez y las maquilladoras Eli y Marta Adánez. 

## Premios Goya
- Ganadora VII edición de los premios Goya al mejor maquillaje y peluquería por la película Acción mutante (1992) de Álex de la Iglesia.
- Nominada XI edición de los premios Goya al mejor maquillaje y peluquería por la película La Celestina (1996) de Gerardo Vera.
- Nominada XIII edición de los premios Goya al mejor maquillaje y peluquería por la película Abre los ojos (1997) de Alejandro Amenábar.
- Nominada XV edición de los premios Goya al mejor maquillaje y peluquería por la película You're the one (una historia de entonces) (2000) de José Luis Garci.
- Nominada XVII edición de los premios Goya al mejor maquillaje y peluquería por la película Historia de un beso (2002) de José Luis Garci.
- Nominada XIX edición de los premios Goya al mejor maquillaje y peluquería por la película Tiovivo c. 1950 (2005) de José Luis Garci.

## Filmografía
- Tiovivo c. 1950 (2005)
- La luz prodigiosa (2003)
- Historia de un beso (2002)
- Padre coraje (miniserie, 2002)
- You're the one (una historia de entonces) (2000)
- Gitano (2000)
- Segunda piel (1999)
- Solas (1999)
- Yerma (1998)
- Abre los ojos (1997)
- La buena estrella (1997)
- Corazón loco (1997)
- Colegio mayor (sèrie de televisión, 1994-1996)
- Tesis (1996)
- La Celestina (1996)
- La regenta (serie de televisión, 1995)
- Orquesta Club Virginia (1992)
- Acción mutante (1992)
- El túnel (1988)
- Así como habían sido (1987)
- Caso cerrado (1985)
- Memorias del general Escobar (1984)